# Référendum liechtensteinois de 2018
Un référendum sur le financement d'une compétition de ski de fond a lieu au Liechtenstein le 25 novembre 2018. La population rejette le projet de financement à une large majorité, près de 60 % ayant voté contre.

## Contexte
Le Landtag décide le 5 septembre 2018 par 14 voix contre 11 d'allouer des fonds publics à hauteur de 800 000 francs suisses en deux fois pour la période 2019-2021 à fin d'organisation d'une compétition de ski de fond, dite « Tour de Ski », par l'association liechtensteinoise de ski (LSV) au cours des périodes hivernales de 2019-2020 et 2020-2021. La formation politique Les Indépendants (DU) qui regroupe des députés sans étiquette s'oppose au projet. La mobilisation de trois de ses députés permet de collecter 1 743 signatures dont 1 730 valides du 28 septembre au 12 octobre 2018,. 
Selon la LSV, l'organisation de la compétition au Liechtenstein pourrait être suivie par près de 80 millions de téléspectateurs et ainsi être bénéfique à la principauté en termes d'image et de tourisme, ce dont doutent les députés DU.
Il s'agit d'un référendum facultatif d'origine populaire sur une question budgétaire : dans le cadre de l'article 66 de la constitution, le budget alloué par le Landtag fait l'objet d'une demande de mise à la votation par un minimum de 1 000 inscrits dans un délai de trente jours. Le 16 octobre, le gouvernement fixe la date du référendum au 25 novembre suivant. La LSV reçoit néanmoins le 28 septembre précédent l'autorisation d'organiser la compétition, le référendum ne portant que sur son financement par des fonds publics.

## Résultats
| Choix                     | Votes  | %     |
| ------------------------- | ------ | ----- |
| Pour                      | 5 543  | 40,69 |
| Contre                    | 8 079  | 59,31 |
|                           |        |       |
| Votes valides             | 13 622 | 99,35 |
| Votes blancs et invalides | 89     | 0,65  |
| Total                     | 13 711 | 100   |
| Abstentions               | 6 377  | 31,75 |
| Inscrits / Participation  | 20 088 | 68,25 |